# Louis Bührer
Louis Bührer (* 22. Dezember 1803 in Ludwigsburg; † 29. August 1863 ebenda), gebürtig Wilhelm Ludwig Bührer, war ein deutscher Kommunalpolitiker in Ludwigsburg.

## Leben
Sein Vater war Nagelschmied und Zunft-Obermeister. Er erlernte den Beruf eines Silberarbeiters und war unter anderem in München und Paris tätig, wo er vermutlich seinen Vornamen Ludwig in Louis änderte. 1829 heiratete er Léonide Antonette Mortieau und ließ sich in Brüssel nieder. Louis Bührer kehrte 1830 nach Ludwigsburg zurück, 1835 wurde er in den Bürgerausschuss gewählt, 1846 in den Gemeinderat und setzte sich für die Verschönerung Ludwigsburgs ein, sowie für die Unterstützung der Armen und die Verbesserung des Bildungswesens.
1852 übernahm er bei der Gründung der Oberamtssparkasse Ludwigsburg das Amt des Oberamtssparkassiers und bekleidete mit der Zeit viele verschiedene Posten; so war er unter anderem Ausschussmitglied im Gewerbeverein, Waisenrichter, Geschworener des Schwurgerichts, Kirchenältester, Mitglied der Friedhofskommission und Ausschussmitglied der Schützengesellschaft. Eine seiner wichtigsten Ziele war die Errichtung eines Gaswerkes und der Einführung der Gasbeleuchtung. Daraufhin wurde im Dezember 1858 das erste Ludwigsburger Gaswerk eröffnet und die Gaslaternen ersetzten nun die bisherigen Öllaternen in der Stadt.
Zum Ende des Lebens befasste er sich noch mit der Verbesserung der Wasserversorgung der Stadt. Er starb 1863 an einem Schlaganfall, seine Ehe blieb kinderlos.
Nach ihm ist eine Halle und eine Straße in Ludwigsburg genannt.